# 群馬県第1区
群馬県第1区（ぐんまけんだい1く）は、日本の衆議院議員総選挙における選挙区。1994年（平成6年）の公職選挙法改正で設置。

## 区域

### 現在の区域
2022年（令和4年）公職選挙法改正以降の区域は以下のとおりである。高崎市以外の市域の分割が解消された。
- 前橋市
- 沼田市
- 利根郡

### 2022年以前の区域
2013年（平成25年）公職選挙法改正から2022年の小選挙区改定までの区域は以下のとおりである。
- 前橋市
- 桐生市（旧新里村・黒保根村域）
- 沼田市
- 渋川市（旧赤城村・北橘村域）
- みどり市（旧東村域）
- 利根郡

1994年（平成6年）公職選挙法改正から2013年の小選挙区改定までの区域は以下のとおりである。
- 前橋市
- 沼田市
- 勢多郡
- 利根郡

## 歴史
本選挙区の設置以来、自由民主党では尾身幸次（清和政策研究会）と佐田玄一郎（平成研究会）がコスタリカ方式で交互に当選し続けていた。
2009年の第45回衆議院議員総選挙では宮崎岳志が民主党への追い風に乗り尾身を下した（選挙後に尾身は引退）が、2012年の第46回衆議院議員総選挙では宮崎と前回比例単独で当選した自民佐田、みんなの党から日本維新の会に移った前参議院議員の上野宏史（上野公成の娘婿）、日本未来の党候補、共産党候補の5人の争いとなり、佐田が小選挙区を制した。上野は日本維新の会の比例名簿単独1位であったため、佐田に大差をつけられたが比例復活での当選となり、宮崎は比例復活できず落選した。
2014年の第47回衆議院議員総選挙でも佐田・宮崎・上野が出馬。日本共産党からは元前橋市議の店橋世津子が出馬した。佐田が再び小選挙区を制したものの、得票は前回から3万票減らし、宮崎が比例復活、上野は無所属のため落選した。なお、この選挙で公明党は他の群馬県内の自民党候補に推薦を出す中、佐田陣営が比例北関東ブロック単独で出馬した自民党の尾身朝子（尾身幸次の長女）と連携する方針を示したことや、自民党公認をめぐって混乱がみられたことを理由に佐田を推薦しなかった。選挙期間中の12月9日、上野が公明党群馬県本部から支援を受けることが決まった。尾身朝子は自民党から比例北関東ブロック単独で出馬して初当選した（比例名簿順位は単独33位）。
2017年の第48回衆議院議員総選挙では、自民党本部は9月28日に1次公認候補者を発表した。党本部は1次公認で尾身朝子を公認した。48回衆院選では尾身が自民党公認で群馬1区から出馬した（公明党推薦）。民進党の宮崎は希望の党に移り出馬した。日本共産党からは前回に引き続き元前橋市議の店橋世津子が出馬した。10月22日の投開票の結果、自民尾身が群馬1区で当選した。希望宮崎は前回より得票数を伸ばしたものの比例復活もできず落選。日本共産党の店橋も前回より得票数を伸ばしたものの比例復活もできず落選した。前回自民党公認で群馬1区から出馬した佐田は出馬への意欲をみせたものの正式な出馬表明をすることはなく、党本部から比例単独での公認の連絡もなかったことから公示日前日（10月9日）に不出馬を表明した（政治活動は続ける方針を示した）。また、中曽根弘文参院議員の長男で元私設秘書の中曽根康隆が自民党公認で1区から出馬することを目指す意向を9月21日に表明したが、自民党から比例北関東ブロック単独で出馬することが10月5日に決まった。中曽根は比例北関東ブロック単独で出馬し初当選した（比例名簿順位は単独30位）。中曽根康隆は当選後、祖父の中曽根康弘が中心となって立ち上げた旧中曽根派の流れを汲む派閥である志帥会に入会した。
第49回衆院選に向けて、中曽根と尾身は群馬1区の公認を競った。自民党本部は2021年10月15日、第49回衆院選の2次公認候補を発表した。中曽根康隆は2次公認で群馬1区の公認が正式に決まった。一方、尾身は2次公認で比例北関東ブロック単独での公認が決まった。第49回衆院選では中曽根が同党公認で群馬1区から出馬した。前回衆院選で落選した宮崎は第49回衆院選には日本維新の会公認で群馬1区から出馬した。2019年参院選に旧・立憲民主党公認で群馬県選挙区から立候補して落選し、その後旧立憲民主党を離党した斎藤敦子は2021年衆院選には群馬1区から無所属で出馬した。新・立憲民主党群馬県連は県連独自に斎藤を「支援」した。日本共産党からは第47回・第48回に引き続き元前橋市議の店橋世津子が出馬した（比例重複はなし）。10月31日の投開票の結果、自民党公認の中曽根が前回の尾身の得票数を上回る11万244票を獲得し、得票率では56.32%を記録して1区で当選した。次点の宮崎は比例復活も叶わず落選した。尾身は比例北関東ブロック単独で出馬し当選した（比例名簿順位は単独1位）。
2022年12月28日、改正公職選挙法が施行され、衆議院小選挙区の新たな区割りが適用された。桐生市とみどり市の群馬1区に含まれる地域（旧勢多郡の新里村域・黒保根村域・東村域）が1区から群馬2区に編入され、渋川市の群馬1区に含まれる地域（旧勢多郡の北橘村域・赤城村域）が1区から群馬5区に編入されたため、桐生市・みどり市・渋川市の全域が1区の区域から外れた。他区から1区に編入された地域はないため、1区の区域は縮小することとなった。
2024年の第50回衆院選では前回に引き続き中曽根が1区から自民党公認で出馬して3選を果たした。

## 小選挙区選出議員
| 選挙名                 | 年     | 当選者     | 党派       |
| ---------------------- | ------ | ---------- | ---------- |
| 第41回衆議院議員総選挙 | 1996年 | 尾身幸次   | 自由民主党 |
| 第42回衆議院議員総選挙 | 2000年 | 佐田玄一郎 | 自由民主党 |
| 第43回衆議院議員総選挙 | 2003年 | 尾身幸次   | 自由民主党 |
| 第44回衆議院議員総選挙 | 2005年 | 佐田玄一郎 | 自由民主党 |
| 第45回衆議院議員総選挙 | 2009年 | 宮崎岳志   | 民主党     |
| 第46回衆議院議員総選挙 | 2012年 | 佐田玄一郎 | 自由民主党 |
| 第47回衆議院議員総選挙 | 2014年 | 佐田玄一郎 | 自由民主党 |
| 第48回衆議院議員総選挙 | 2017年 | 尾身朝子   | 自由民主党 |
| 第49回衆議院議員総選挙 | 2021年 | 中曽根康隆 | 自由民主党 |
| 第50回衆議院議員総選挙 | 2024年 | 中曽根康隆 | 自由民主党 |

## 選挙結果
時の内閣：第1次石破内閣 解散日：2024年10月9日 公示日：2024年10月15日
当日有権者数：33万8200人 最終投票率：48.98%（前回比：3.99%） （全国投票率：53.85%（2.08%））
| 当落 | 候補者名   | 年齢 | 所属党派   | 新旧 | 得票数   | 得票率 | 惜敗率 | 推薦・支持               | 重複 |
| ---- | ---------- | ---- | ---------- | ---- | -------- | ------ | ------ | ------------------------ | ---- |
| 当   | 中曽根康隆 | 42   | 自由民主党 | 前   | 82,455票 | 51.92% | ――     | 公明党推薦               | 〇   |
|      | 白井桂子   | 62   | 立憲民主党 | 新   | 56,031票 | 35.28% | 67.95% | 社会民主党群馬県連合支持 | 〇   |
|      | 店橋世津子 | 63   | 日本共産党 | 新   | 20,330票 | 12.80% | 24.66% |                          |      |

時の内閣：第1次岸田内閣 解散日：2021年10月14日 公示日：2021年10月19日
当日有権者数：37万8869人 最終投票率：52.97%（前回比：1.26%） （全国投票率：55.93%（2.25%））
| 当落 | 候補者名   | 年齢 | 所属党派     | 新旧 | 得票数    | 得票率 | 惜敗率 | 推薦・支持 | 重複 |
| ---- | ---------- | ---- | ------------ | ---- | --------- | ------ | ------ | ---------- | ---- |
| 当   | 中曽根康隆 | 39   | 自由民主党   | 前   | 110,244票 | 56.32% | ――     | 公明党推薦 | 〇   |
|      | 宮崎岳志   | 51   | 日本維新の会 | 元   | 42,529票  | 21.72% | 38.58% |            | 〇   |
|      | 斎藤敦子   | 53   | 無所属       | 新   | 24,072票  | 12.30% | 21.84% |            | ×    |
|      | 店橋世津子 | 60   | 日本共産党   | 新   | 18,917票  | 9.66%  | 17.16% |            |      |

- 尾身は第49回衆院選は比例北関東ブロック単独で立候補し当選（比例名簿順位は単独1位）。
- 宮崎は2023年の群馬県議会議員選挙に前橋市選挙区より立候補し当選。

時の内閣：第3次安倍第3次改造内閣 解散日：2017年9月28日 公示日：2017年10月10日
当日有権者数：38万7276人 最終投票率：51.26%（前回比：0.55%） （全国投票率：53.68%（1.02%））
| 当落 | 候補者名   | 年齢 | 所属党派   | 新旧 | 得票数   | 得票率 | 惜敗率 | 推薦・支持             | 重複 |
| ---- | ---------- | ---- | ---------- | ---- | -------- | ------ | ------ | ---------------------- | ---- |
| 当   | 尾身朝子   | 56   | 自由民主党 | 前   | 92,641票 | 48.75% | ――     | 公明党推薦             | ○    |
|      | 宮崎岳志   | 47   | 希望の党   | 前   | 71,569票 | 37.66% | 77.25% | 民進党群馬県総支部推薦 | ○    |
|      | 店橋世津子 | 56   | 日本共産党 | 新   | 25,818票 | 13.59% | 27.87% |                        | ○    |

- 上野は第48回衆院選には自民党から比例南関東ブロック単独で立候補し当選（比例名簿順位は単独32位）[8]。
- 佐田は2020年2月、前橋市長選挙に立候補したが落選[24][25]。

時の内閣：第2次安倍改造内閣 解散日：2014年11月21日 公示日：2014年12月2日
当日有権者数：38万3075人 最終投票率：50.71%（前回比：5.35%） （全国投票率：52.66%（6.66%））
| 当落 | 候補者名   | 年齢 | 所属党派   | 新旧 | 得票数   | 得票率 | 惜敗率 | 推薦・支持 | 重複 |
| ---- | ---------- | ---- | ---------- | ---- | -------- | ------ | ------ | ---------- | ---- |
| 当   | 佐田玄一郎 | 61   | 自由民主党 | 前   | 61,927票 | 32.99% | ――     |            | ○    |
|      | 上野宏史   | 43   | 無所属     | 前   | 54,530票 | 29.05% | 88.06% |            | ×    |
| 比当 | 宮崎岳志   | 44   | 民主党     | 元   | 49,862票 | 26.56% | 80.52% |            | ○    |
|      | 店橋世津子 | 53   | 日本共産党 | 新   | 21,394票 | 11.40% | 34.55% |            |      |

時の内閣：野田第3次改造内閣 解散日：2012年11月16日 公示日：2012年12月4日
当日有権者数：38万5702人 最終投票率：56.06%（前回比：11.14%） （全国投票率：59.32%（9.96%））
| 当落 | 候補者名   | 年齢 | 所属党派     | 新旧 | 得票数   | 得票率 | 惜敗率 | 推薦・支持 | 重複 |
| ---- | ---------- | ---- | ------------ | ---- | -------- | ------ | ------ | ---------- | ---- |
| 当   | 佐田玄一郎 | 59   | 自由民主党   | 前   | 94,709票 | 45.01% | ――     | 公明党     | ○    |
| 比当 | 上野宏史   | 41   | 日本維新の会 | 新   | 46,835票 | 22.26% | 49.45% | みんなの党 | ○    |
|      | 宮崎岳志   | 42   | 民主党       | 前   | 35,074票 | 16.67% | 37.03% |            | ○    |
|      | 後藤新     | 52   | 日本未来の党 | 新   | 20,663票 | 9.82%  | 21.82% | 新党大地   | ○    |
|      | 生方秀男   | 64   | 日本共産党   | 新   | 13,152票 | 6.25%  | 13.89% |            |      |

時の内閣：麻生内閣 解散日：2009年7月21日 公示日：2009年8月18日
当日有権者数：38万9150人 最終投票率：67.20% （全国投票率：69.28%（1.77%））
| 当落 | 候補者名 | 年齢 | 所属党派   | 新旧 | 得票数    | 得票率 | 惜敗率 | 推薦・支持 | 重複 |
| ---- | -------- | ---- | ---------- | ---- | --------- | ------ | ------ | ---------- | ---- |
| 当   | 宮崎岳志 | 39   | 民主党     | 新   | 122,711票 | 48.00% | ――     |            | ○    |
|      | 尾身幸次 | 76   | 自由民主党 | 前   | 109,846票 | 42.97% | 89.52% | 公明党推薦 |      |
|      | 酒井宏明 | 43   | 日本共産党 | 新   | 15,783票  | 6.17%  | 12.86% |            | ○    |
|      | 山田晶   | 57   | 無所属     | 新   | 5,505票   | 2.15%  | 4.49%  |            | ×    |
|      | 滝崎明彦 | 45   | 幸福実現党 | 新   | 1,795票   | 0.70%  | 1.46%  |            |      |

時の内閣：第2次小泉改造内閣 解散日：2005年8月8日 公示日：2005年8月30日 （全国投票率：67.51%（7.65%））
| 当落 | 候補者名   | 年齢 | 所属党派   | 新旧 | 得票数    | 得票率 | 惜敗率 | 推薦・支持 | 重複 |
| ---- | ---------- | ---- | ---------- | ---- | --------- | ------ | ------ | ---------- | ---- |
| 当   | 佐田玄一郎 | 52   | 自由民主党 | 前   | 136,920票 | 55.82% | ――     |            | ○    |
|      | 高橋仁     | 40   | 民主党     | 新   | 78,544票  | 32.02% | 57.36% |            | ○    |
|      | 近藤好枝   | 48   | 日本共産党 | 新   | 18,578票  | 7.57%  | 13.57% |            |      |
|      | 土屋富久   | 68   | 社会民主党 | 新   | 11,233票  | 4.58%  | 8.20%  |            | ○    |

時の内閣：第1次小泉第2次改造内閣 解散日：2003年10月10日 公示日：2003年10月28日 （全国投票率：59.86%（2.63%））
| 当落 | 候補者名 | 年齢 | 所属党派   | 新旧 | 得票数    | 得票率 | 惜敗率 | 推薦・支持 | 重複 |
| ---- | -------- | ---- | ---------- | ---- | --------- | ------ | ------ | ---------- | ---- |
| 当   | 尾身幸次 | 70   | 自由民主党 | 前   | 130,242票 | 60.49% | ――     |            | ○    |
|      | 高橋仁   | 38   | 民主党     | 新   | 68,960票  | 32.03% | 52.95% |            | ○    |
|      | 松浦信夫 | 48   | 日本共産党 | 新   | 16,126票  | 7.49%  | 12.38% |            |      |

時の内閣：第1次森内閣 解散日：2000年6月2日 公示日：2000年6月13日 （全国投票率：62.49%（2.84%））
| 当落 | 候補者名   | 年齢 | 所属党派   | 新旧 | 得票数    | 得票率 | 惜敗率 | 推薦・支持 | 重複 |
| ---- | ---------- | ---- | ---------- | ---- | --------- | ------ | ------ | ---------- | ---- |
| 当   | 佐田玄一郎 | 47   | 自由民主党 | 前   | 134,247票 | 59.13% | ――     |            | ○    |
|      | 熊川次男   | 69   | 民主党     | 元   | 61,658票  | 27.16% | 45.93% |            | ○    |
|      | 山田富美子 | 53   | 日本共産党 | 新   | 31,147票  | 13.72% | 23.20% |            |      |

時の内閣：第1次橋本内閣 解散日：1996年9月27日 公示日：1996年10月8日 （全国投票率：59.65%（8.11%））
| 当落 | 候補者名 | 年齢 | 所属党派   | 新旧 | 得票数    | 得票率 | 惜敗率 | 推薦・支持 | 重複 |
| ---- | -------- | ---- | ---------- | ---- | --------- | ------ | ------ | ---------- | ---- |
| 当   | 尾身幸次 | 63   | 自由民主党 | 前   | 110,103票 | 49.89% | ――     |            | ○    |
|      | 熊川次男 | 65   | 新進党     | 元   | 58,025票  | 26.29% | 52.70% |            |      |
|      | 高橋仁   | 31   | 民主党     | 新   | 31,358票  | 14.21% | 28.48% |            | ○    |
|      | 長谷川薫 | 46   | 日本共産党 | 新   | 21,193票  | 9.60%  | 19.25% |            |      |